# Lauroppia orientalis
Lauroppia orientalis är en kvalsterart som först beskrevs av Wen och Bu 1988.  Lauroppia orientalis ingår i släktet Lauroppia och familjen Oppiidae. Inga underarter finns listade i Catalogue of Life.